# Charles Francis Adams, Jr.
Charles Francis Adams II (Boston, 27 de maio de 1835 — Washington, D.C., 20 de maio de 1915) foi um membro de uma proeminente família de políticos americanos. Filho de Charles Francis Adams. Serviu como coronel no Exército da União durante a Guerra Civil Americana e foi um executivo de ferrovia depois da guerra.

## Vida e carreira

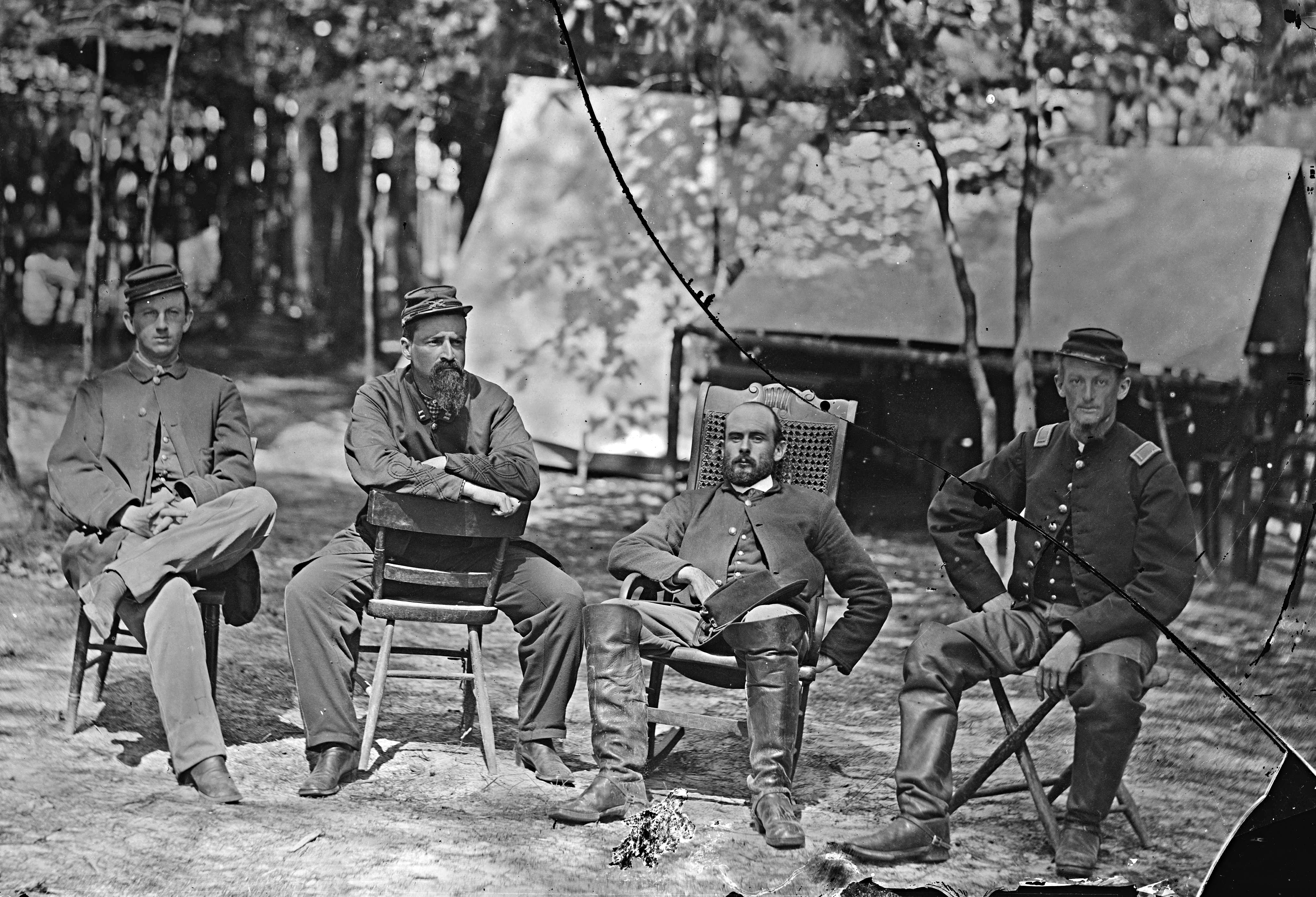
Capitão Adams (segundo a partir da direita) com oficiais da 1ª Cavalaria de Massachusetts, agosto de 1864.

Adams nasceu em uma família com um longo legado na vida pública americana. Era bisneto do ex-Presidente dos Estados Unidos John Adams, e neto do ex-presidente John Quincy Adams. Seu pai, Charles Francis Adams foi um advogado, político, diplomata e escritor.
Depois de graduar-se na Universidade Harvard em 1856, Adams atuou do lado da União na Guerra Civil Americana, servindo inicialmente como capitão em um regimento de cavalaria de Massachusetts. Lutou com distinção durante a Campanha de Gettysburg, onde a sua companhia esteve muito envolvida na Batalha de Aldie. Recebeu o brevet de brigadier-general dos Voluntários dos Estados Unidos em 23 de julho de 1866, retroativo a 13 de março de 1865. Foi agraciado com medalhas de honra ao mérito por atos de bravura e eficiência nas batalhas de Secessionville (Batalha da Ilha James), na Carolina do Sul e South Mountain e Antietam, em Maryland e pelos serviços meritórios durante a guerra.
Em 8 de maio de 1865, Adams casou com Mary Elizabeth [Ogden], filha de Abram Ogden da cidade de Nova Iorque. O casal teve três filhas e dois filhos gêmeos: Mary Ogden ("Molly") Adams, Louisa Catherine Adams, Elizabeth Ogden ("Elise") Adams, John Adams (1875-1964), e Henry Adams (1875-1951), ambos graduados em Harvard em 1898.
Após a Guerra Civil, Adams foi nomeado para a Comissão da Ferrovia de Massachusetts. Lá, ele tentou persuadir (em vez de coagir) as ferrovias em conformidade com as normas aceites de negócios. Thomas McCraw chamou a abordagem de regulação de Adams de "a Comissão Brilho de Sol", já que a finalidade da comissão foi a de expor as práticas comerciais corruptas na esperança de que, uma vez em campo aberto, os empresários se sentissem envergonhados em mantê-las. Foi com esse propósito que ele escreveu Chapters of Erie. Contudo, fiel à sua filosofia de regulação, ele favoreceu a  proteção dos empresários, contra a dos consumidores. Ele viu a regulamentação como necessária para proteger os investidores e outros empresários dos caprichos de um público hostil ou maquinações de outros intermediários inescrupulosos.

## União Pacific Railroad
Adams foi presidente da Union Pacific Railroad de 1884 a 1890, tendo anteriormente se tornado amplamente conhecido como uma autoridade em matéria de gestão de ferrovias. Entre os seus escritos estão Ferrovias, sua Origem e Problemas (Railroads, Their Origin and Problems) (1878).

## Parentesco

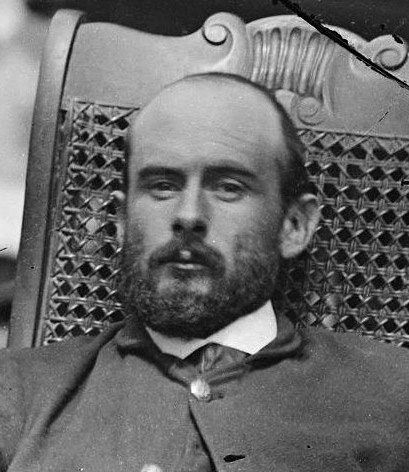
Charles Francis Adams, Jr. em agosto de 1864

Seus irmãos são: a irmã mais velha Louisa Catherine [Adams], esposa de Charles Kuhn, da Filadélfia, irmão mais velho [Exmo.] John Quincy Adams II; pai de Charles Adams III, o historiador Henry Brooks Adams, Arthur Adams, que morreu jovem durante sua infância, Mary Adams, que casou com Henry Parker Quincy, de Dedham, Massachusetts, e o historiador Peter Chardon Brooks Adams, de Beverly Farms, Massachusetts, que casou com Evelyn [Davis].

## Morte e sepultamento
Charles Francis Adams, Jr. morreu em 20 de maio de 1915, uma semana antes de seu aniversário de 80 anos. Está sepultado no Cemitério de Monte Wollaston em Quincy, Massachusetts. Seu túmulo pode ser encontrado na Old Section, Lote 337.

## Obras
- Railroads, Their Origin and Problems (1878)
- Notes on Railroad Accidents (1879)
- Charles Francis Adams, 1835-1915: An Autobiography (1916)